# Tit (Algeria)
Tit (in caratteri arabi: تيت) è una città dell'Algeria facente parte del distretto di Aoulef, nella provincia di Adrar.